# Saint-Sylvestre-Pragoulin
Pour les articles homonymes, voir Saint-Sylvestre.
Saint-Sylvestre-Pragoulin est une commune française située dans le département du Puy-de-Dôme, en région Auvergne-Rhône-Alpes. Elle fait partie de l'aire d'attraction de Vichy.

## Géographie

### Localisation
Aux limites de la grande Limagne et du Bourbonnais, Saint-Sylvestre-Pragoulin est située au nord-est du département du Puy-de-Dôme, à 360 mètres environ d'altitude.
Elle est pourtant tournée vers Vichy (8,9 km au nord), du fait de son intégration dans ladite aire urbaine. Elle est intégrée dans le bassin de vie de Vichy, mais ne dépend d'aucune unité urbaine. Cependant, la zone d'emploi est tournée vers Thiers.
Jusqu'en mars 2015, la commune dépendait du canton de Randan, dont son chef-lieu est situé à 5,1 km au sud-ouest. Le redécoupage des cantons l'ayant placé dans le canton de Maringues, ce bureau centralisateur est bien plus éloigné, à 15,7 km au sud-sud-ouest.
Le chef-lieu d'arrondissement, Riom, se situe à 28,3 km au sud-ouest et la préfecture Clermont-Ferrand à 38,8 km au sud-ouest.
Sept communes sont limitrophes de Saint-Sylvestre-Pragoulin, dont trois dans le département limitrophe de l'Allier :
| Brugheas (Allier)    |                           | Hauterive (Allier)     |
| Bas-et-Lezat         | Saint-Sylvestre-Pragoulin | Saint-Yorre (Allier)   |
| Villeneuve-les-Cerfs | Randan                    | Saint-Priest-Bramefant |

Elle est composée des lieux-dits, dont la liste n'est pas exhaustive : les Caires, les Graves, la Poivrière, les Sources, les Gays, la Croix du Triève, Beauvezet, Vieux Saint-Sylvestre, Champlong, l'Héritage, les Rondeaux.

### Géologie et relief
Le terrain de la commune repose sur des roches sédimentaires.

### Voies de communication et transports

#### Voies routières
Saint-Sylvestre-Pragoulin est desservie par plusieurs routes départementales, dont la RD 1093, principal axe de circulation entre Vichy et Pont-du-Château par Randan (historiquement la route nationale 493) qui passe à l'ouest.
Le centre du village est traversé par la route départementale 93. À l'est, elle constitue le prolongement, côté Allier, de la RD 275 en direction d'Hauterive, puis continue vers le sud-ouest en direction du lieu-dit de la Croix du Triève et de Randan. Elle possède une antenne, la RD 93a raccordant Pragoulin et la RD 434 à la Poivrière.
La RD 434 relie d'ouest en est la commune. Partant de Bas-et-Lezat, elle traverse successivement les lieux-dits des Charmes, de Beauvezet où elle croise les RD 1093, 93 et 93a au contournement du bourg, Champlong, les Gays, les Bernards, la Poivrière où elle croise la RD 55, la RD 433 puis le contournement sud-ouest au droit d'un carrefour giratoire, les Graviers, puis continue vers Saint-Yorre où elle devient, au franchissement de la rivière Allier, la RD 121. Aux Graviers, un embranchement (la RD 434a) assure la liaison entre Saint-Yorre et les communes de l'agglomération de Vichy en rive gauche. Elle devient la RD 131 dans l'Allier. À la Poivrière, la RD 55 partant de Saint-Priest-Bramefant dessert le lieu-dit des Caires ; elle devient la RD 131e dans l'Allier.
Il existe également une route départementale 449, reliant Beauvezet, sur la RD 1093, aux lieux-dits de la Courie et des Maussangs, à Brugheas.
Le contournement sud-ouest de Vichy passe par la commune ; numérotée RD 906 et inaugurée le 28 janvier 2016, elle est ouverte depuis le 2 février 2016.

#### Transport ferroviaire

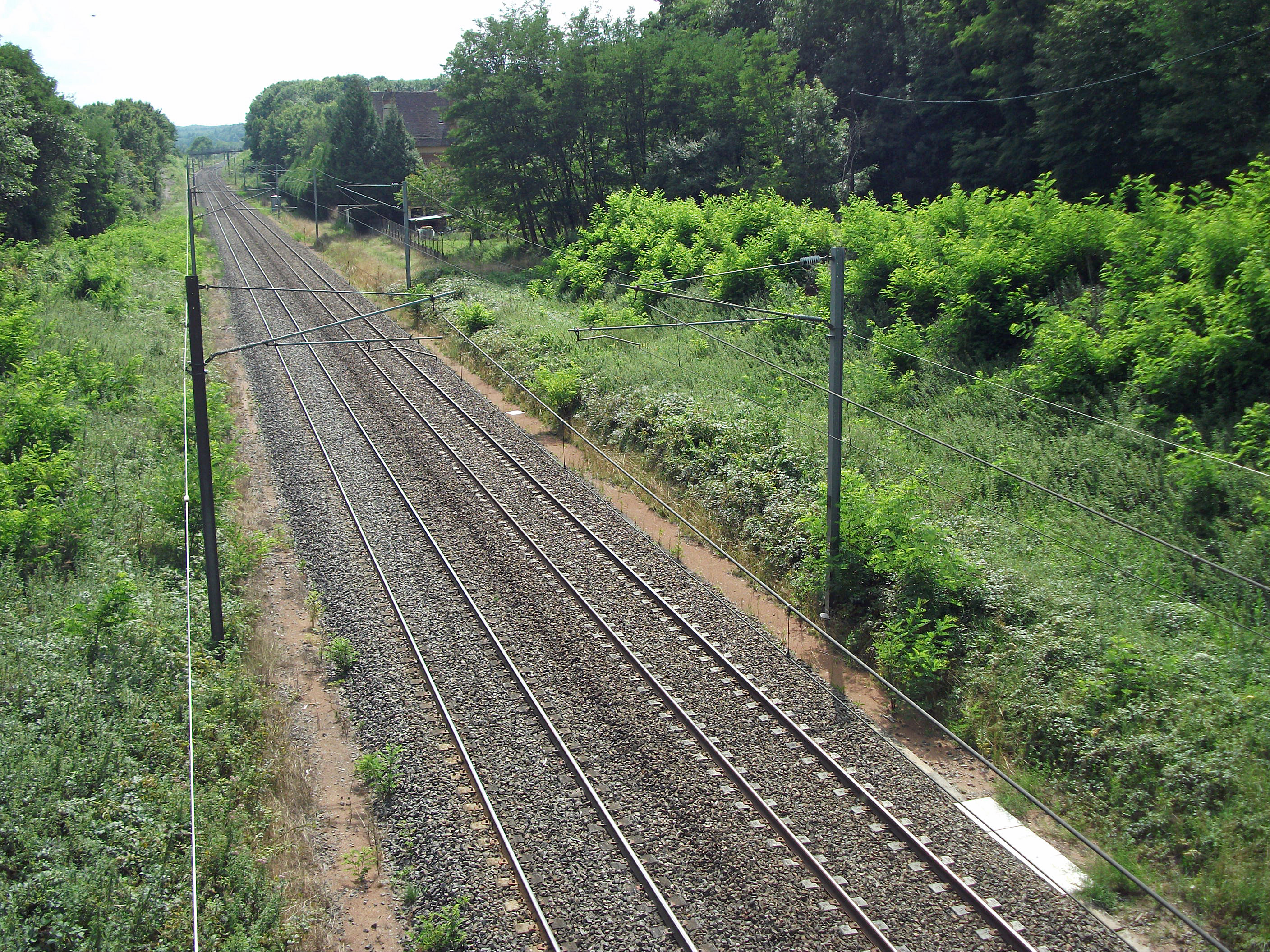
La ligne vers Riom.

La ligne de Vichy à Riom passe par cette commune ; il a existé une gare au PK 375. Celle ouverte la plus proche est à Vichy, desservie par les trains express régionaux d'Auvergne reliant Clermont-Ferrand (voire au-delà) à Moulins ou Lyon.
Le passage à niveau no 4 est le seul existant et encore en service entre les tunnels d'Abrest et de Randan : à fonctionnement automatique et coupant un chemin communal, la panne d'un véhicule au droit du passage à niveau engendre logiquement des perturbations. La ligne a été confrontée à des glissements de terrain.

#### Transports en commun
La commune est desservie par une ligne du réseau Transdôme :
- ligne 28 : Joze ↔ Maringues ↔ Saint-Sylvestre-Pragoulin (Beauvezet) ↔ Vichy.

### Climat
Pour des articles plus généraux, voir Climat d'Auvergne-Rhône-Alpes et Climat du Puy-de-Dôme.
En 2010, le climat de la commune est de type climat océanique dégradé des plaines du Centre et du Nord, selon une étude du Centre national de la recherche scientifique s'appuyant sur une série de données couvrant la période 1971-2000. En 2020, Météo-France publie une typologie des climats de la France métropolitaine dans laquelle la commune est exposée à un climat de montagne ou de marges de montagne et est dans la région climatique Nord-est du Massif Central, caractérisée par une pluviométrie annuelle de 800 à 1 200 mm, bien répartie dans l’année.
Pour la période 1971-2000, la température annuelle moyenne est de 10,9 °C, avec une amplitude thermique annuelle de 16,4 °C. Le cumul annuel moyen de précipitations est de 799 mm, avec 10,1 jours de précipitations en janvier et 7,7 jours en juillet. Pour la période 1991-2020, la température moyenne annuelle observée sur la station météorologique de Météo-France la plus proche, « Vichy-Ville », sur la commune de Vichy à 8 km à vol d'oiseau, est de 12,7 °C et le cumul annuel moyen de précipitations est de 799,6 mm,. Pour l'avenir, les paramètres climatiques de la commune estimés pour 2050 selon différents scénarios d'émission de gaz à effet de serre sont consultables sur un site dédié publié par Météo-France en novembre 2022.

## Urbanisme

### Typologie
Au 1er janvier 2024, Saint-Sylvestre-Pragoulin est catégorisée commune rurale à habitat dispersé, selon la nouvelle grille communale de densité à sept niveaux définie par l'Insee en 2022.
Elle est située hors unité urbaine. Par ailleurs la commune fait partie de l'aire d'attraction de Vichy, dont elle est une commune de la couronne,. Cette aire, qui regroupe 50 communes, est catégorisée dans les aires de 50 000 à moins de 200 000 habitants,.

### Occupation des sols
L'occupation des sols de la commune, telle qu'elle ressort de la base de données européenne d’occupation biophysique des sols Corine Land Cover (CLC), est marquée par l'importance des territoires agricoles (57,8 % en 2018), en diminution par rapport à 1990 (59,4 %). La répartition détaillée en 2018 est la suivante : forêts (37,4 %), prairies (25,6 %), zones agricoles hétérogènes (21,4 %), terres arables (10,8 %), zones urbanisées (4,8 %). L'évolution de l’occupation des sols de la commune et de ses infrastructures peut être observée sur les différentes représentations cartographiques du territoire : la carte de Cassini (XVIIIe siècle), la carte d'état-major (1820-1866) et les cartes ou photos aériennes de l'IGN pour la période actuelle (1950 à aujourd'hui).

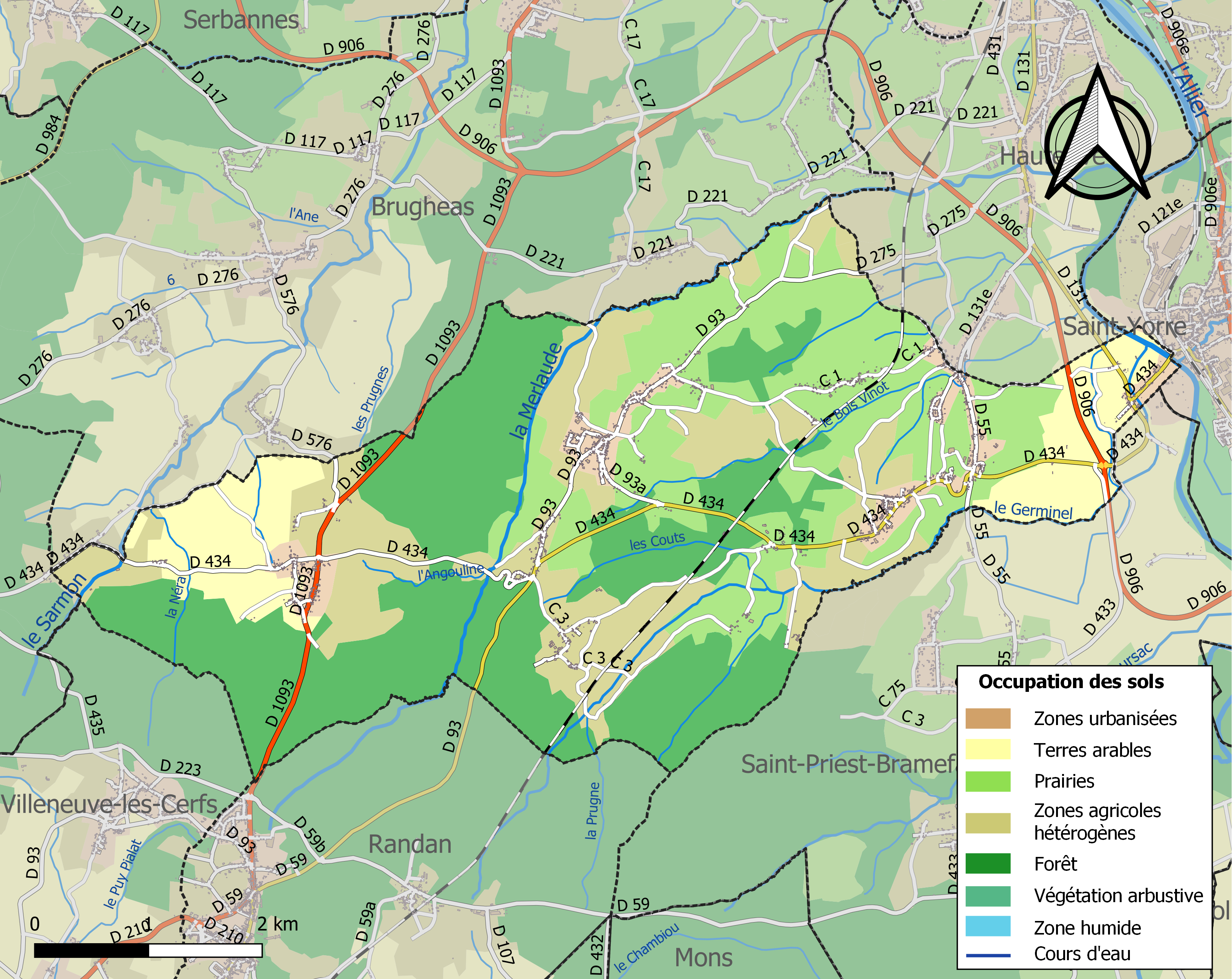
Carte des infrastructures et de l'occupation des sols de la commune en 2018 (CLC).

### Logement
En 2012, la commune comptait 546 logements, contre 519 en 2007. Parmi ces logements, 85,1 % étaient des résidences principales, 8,7 % des résidences secondaires et 6,1 % des logements vacants. Ces logements étaient pour 97,4 % d'entre eux des maisons individuelles et pour 2,2 % des appartements.
La proportion des résidences principales, propriétés de leurs occupants était de 88,3 %, en hausse sensible par rapport à 2007 (86,3 %). La part de logements HLM loués vides était de 0,9 % (part inchangée).

### Risques naturels et technologiques
La commune est soumise à plusieurs risques :
- risque sismique : zone de sismicité de niveau 1a selon la classification déterministe de 1991[14] et de niveau 3 selon la classification probabiliste de 2011[27] ;
- feu de forêt[27] : il peut être provoqué par l'incendie de bogies de trains par blocage de freins[14] ;
- inondation[27] : le PSS de la rivière Allier, la rivière la plus proche, a été approuvé par arrêté préfectoral du 17 octobre 1969[9]. La dernière crue remarquable date de décembre 2003 ;
- mouvement de terrain[27] : à la suite d'un retrait-gonflement des sols argileux (à aléa faible à fort) connu en 2003, un arrêté de catastrophe naturelle a été établi le 30 mars 2006 (JO du 2 avril)[9] ;
- phénomène lié à l'atmosphère[27] ;
- phénomènes météorologiques[27] : les vents des tempêtes de 1999 ont atteint 150 km/h[14] ;
- rupture de barrage[27] : la rupture du barrage de Naussac engendre une crue de la rivière Allier ;
- transport de marchandises dangereuses[27] : la ligne de Vichy à Riom est empruntée par des convois de marchandises transportant des produits dangereux à destination du triage des Gravanches, près de Clermont-Ferrand[14].

Des plans de prévention des risques inondation ont été prescrits en 2010 et approuvés en 2013. Le DICRIM a été rédigé en collaboration avec la commune voisine de Saint-Priest-Bramefant,.
Le dernier séisme connu remonte au 25 mars 1957. L'épicentre était localisé à Randan.
La zone orientale de la commune, à proximité de Saint-Yorre, est la plus exposée au risque inondation.

## Toponymie
La commune est née de la réunion des villages de Saint-Sylvestre (du nom d'un pape du IVe siècle, Sylvestre Ier) et de Pragoulin, évêque d'Évreux au VIIe siècle.
La commune s'appelait Saint Silvestres sous l'an II puis Saint-Silvestre selon le Bulletin des lois. Sa dénomination actuelle date de 1919.

## Politique et administration

### Découpage territorial
La commune de Saint-Sylvestre-Pragoulin est membre de la communauté de communes Plaine Limagne, un établissement public de coopération intercommunale (EPCI) à fiscalité propre créé le 1er janvier 2017 dont le siège est à Aigueperse. Ce dernier est par ailleurs membre d'autres groupements intercommunaux. Jusqu'au 31 décembre 2016, elle faisait partie de la communauté de communes des Coteaux de Randan.
Sur le plan administratif, elle est rattachée à l'arrondissement de Riom, à la circonscription administrative de l'État du Puy-de-Dôme et à la région Auvergne-Rhône-Alpes. Jusqu'en mars 2015, elle dépendait du canton de Randan, et en 1793, du district de Riom.
Sur le plan électoral, elle dépend du canton de Maringues pour l'élection des conseillers départementaux, depuis le redécoupage cantonal de 2014 entré en vigueur en 2015, et de la deuxième circonscription du Puy-de-Dôme pour les élections législatives, depuis le dernier découpage électoral de 2010 (sixième circonscription avant 2010).

### Élections municipales et communautaires

#### Élections de 2020
Le conseil municipal de Saint-Sylvestre-Pragoulin, commune de plus de 1 000 habitants, est élu au scrutin proportionnel de liste à deux tours (sans aucune modification possible de la liste), pour un mandat de six ans renouvelable. Compte tenu de la population communale, le nombre de sièges à pourvoir lors des élections municipales de 2020 est de 15. Les quinze conseillers municipaux, issus d'une liste unique, sont élus au premier tour, le 15 mars 2020, avec un taux de participation de 44,59 %.
Deux sièges sont attribués à la commune au sein du conseil communautaire de la communauté de communes Plaine Limagne.
Le conseil municipal, réuni le 23 mai 2020 pour élire le nouveau maire (Bernard Manillère), a désigné trois adjoints.

#### Chronologie des maires
| Période                                  | Période                   | Identité            | Étiquette | Qualité |
| ---------------------------------------- | ------------------------- | ------------------- | --------- | --- |
| Les données manquantes sont à compléter. |                           |                     |           | |
| 1977                                     | 2008                      | Marcel Pironin      | PS        | Conseiller général du canton de Randan de 1998 à 2004 Président de la communauté de communes des Coteaux de Randan (2000-2001) |
| 2008                                     | 23 mai 2020               | Mme Colette Jourdan | SE        | Enseignante Conseillère communautaire                                                                                          |
| 23 mai 2020                              | En cours (au 4 juin 2020) | Bernard Manillère   |           | |

### Autres élections
Aux élections législatives de 2012, dans la deuxième circonscription, Christine Pirès-Beaune, élue, a recueilli 62,35 % des suffrages exprimés. 60,38 % des électeurs ont voté.
Aux élections municipales de 2014, Colette Jourdan, tenante d'une liste divers gauche, maire sortante, a obtenu 68,86 % des voix et acquiert treize sièges au conseil municipal dont quatre au conseil communautaire. Elle était opposée au candidat divers droite Hugues Nagy qui obtient les deux sièges restants. 79,51 % des électeurs ont voté.
Aux élections départementales de 2015, dans le canton de Maringues, le binôme composé de Caroline Dalet et d'Éric Gold, élu au premier tour, a recueilli 61,80 % des voix. 58,97 % des électeurs ont voté.

### Instances judiciaires
La commune dépend de la cour d'appel de Riom, du tribunal administratif de Clermont-Ferrand, du tribunal de proximité de Riom et des tribunaux judiciaire et de commerce de Clermont-Ferrand.

## Population et société
Les habitants de la commune sont appelés les Pragoulinois et les Pragoulinoises.

### Démographie

#### Évolution démographique
L'évolution du nombre d'habitants est connue à travers les recensements de la population effectués dans la commune depuis 1793. Pour les communes de moins de 10 000 habitants, une enquête de recensement portant sur toute la population est réalisée tous les cinq ans, les populations de référence des années intermédiaires étant quant à elles estimées par interpolation ou extrapolation. Pour la commune, le premier recensement exhaustif entrant dans le cadre du nouveau dispositif a été réalisé en 2005.

En 2022, la commune comptait 1 065 habitants, en évolution de −1,11 % par rapport à 2016 (Puy-de-Dôme : +2,1 %, France hors Mayotte : +2,11 %).
| 1793 | 1800 | 1806 | 1821  | 1831  | 1836  | 1841  | 1846  | 1851  |
| ---- | ---- | ---- | ----- | ----- | ----- | ----- | ----- | ----- |
| 957  | 926  | 674  | 1 083 | 1 080 | 1 173 | 1 077 | 1 109 | 1 127 |

| 1856  | 1861  | 1866  | 1872  | 1876  | 1881 | 1886  | 1891 | 1896 |
| ----- | ----- | ----- | ----- | ----- | ---- | ----- | ---- | ---- |
| 1 804 | 1 079 | 1 062 | 1 034 | 1 060 | 998  | 1 001 | 985  | 951  |

| 1901 | 1906 | 1911 | 1921 | 1926 | 1931 | 1936 | 1946 | 1954 |
| ---- | ---- | ---- | ---- | ---- | ---- | ---- | ---- | ---- |
| 876  | 848  | 847  | 730  | 882  | 856  | 786  | 747  | 791  |

| 1962 | 1968 | 1975 | 1982 | 1990  | 1999  | 2005  | 2006  | 2010  |
| ---- | ---- | ---- | ---- | ----- | ----- | ----- | ----- | ----- |
| 906  | 826  | 893  | 982  | 1 102 | 1 079 | 1 080 | 1 080 | 1 082 |

| 2015  | 2020  | 2022  | - | - | - | - | - | - |
| ----- | ----- | ----- | - | - | - | - | - | - |
| 1 081 | 1 069 | 1 065 | - | - | - | - | - | - |

#### Pyramide des âges
En 2018, le taux de personnes d'un âge inférieur à 30 ans s'élève à 27,5 %, soit en dessous de la moyenne départementale (34,2 %). À l'inverse, le taux de personnes d'âge supérieur à 60 ans est de 31,6 % la même année, alors qu'il est de 27,9 % au niveau départemental.
En 2018, la commune comptait 562 hommes pour 521 femmes, soit un taux de 51,89 % d'hommes, largement supérieur au taux départemental (48,41 %).
Les pyramides des âges de la commune et du département s'établissent comme suit.
| Hommes | Classe d’âge | Femmes |
| ------ | ------------ | ------ |
| 1,3    | 90 ou +      | 1,0    |
| 6,8    | 75-89 ans    | 8,0    |
| 23,2   | 60-74 ans    | 23,0   |
| 24,3   | 45-59 ans    | 24,7   |
| 15,9   | 30-44 ans    | 16,7   |
| 12,8   | 15-29 ans    | 11,9   |
| 15,7   | 0-14 ans     | 14,8   |

| Hommes | Classe d’âge | Femmes |
| ------ | ------------ | ------ |
| 0,7    | 90 ou +      | 2,1    |
| 7,4    | 75-89 ans    | 10,2   |
| 17,7   | 60-74 ans    | 18,6   |
| 20,2   | 45-59 ans    | 19,2   |
| 18,4   | 30-44 ans    | 17,4   |
| 18,6   | 15-29 ans    | 17,2   |
| 17     | 0-14 ans     | 15,3   |

### Enseignement
Saint-Sylvestre-Pragoulin dépend de l'académie de Clermont-Ferrand et gère une école élémentaire publique.
Les élèves poursuivent leur scolarité au collège de Maringues ou de Saint-Yorre, puis au lycée Montdory ou Jean-Zay, à Thiers, ou au lycée Albert-Londres, à Cusset.

### Sports

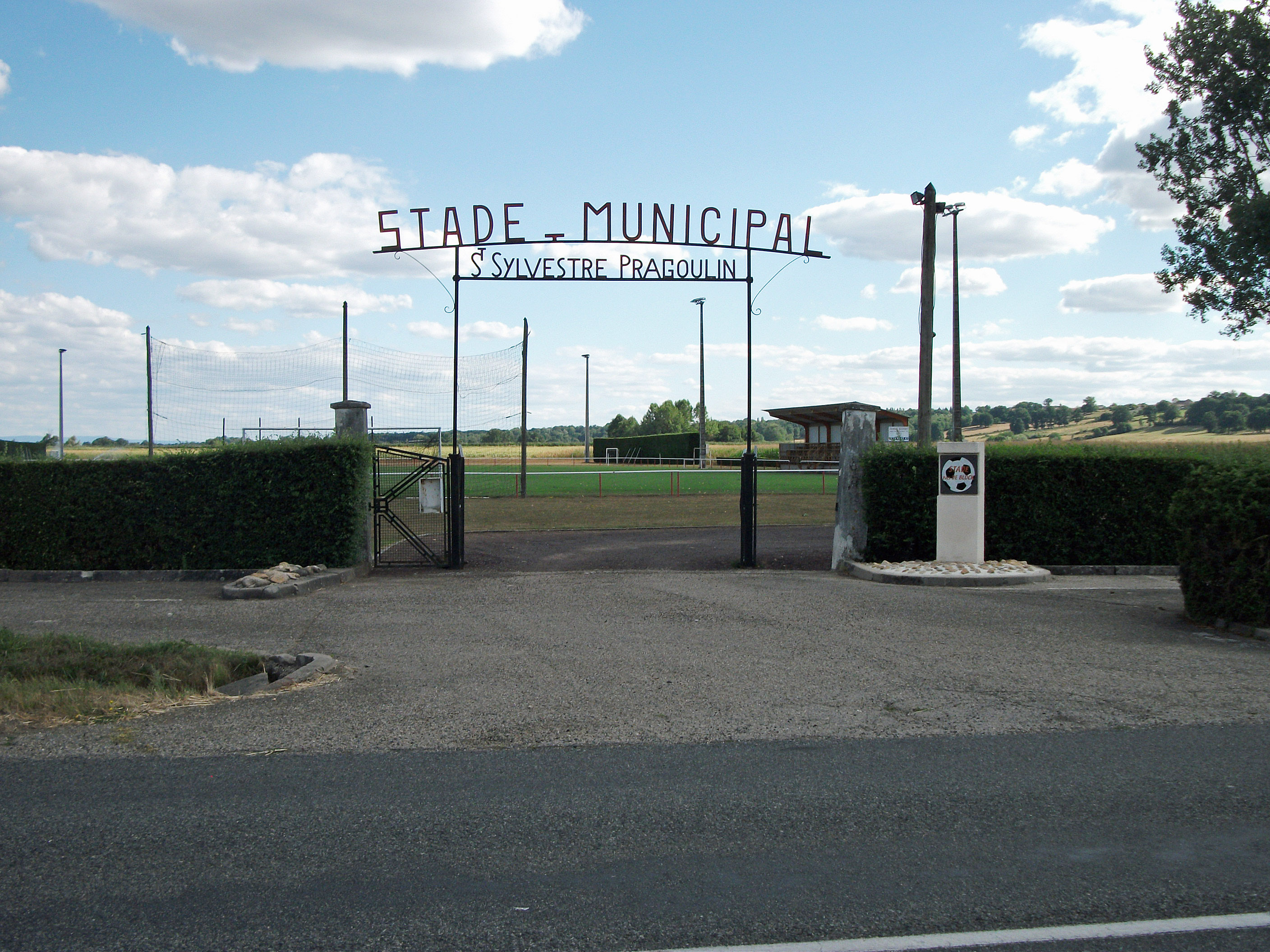
Entrée du stade municipal.

Un terrain de football est implanté près du quartier de la Poivrière.

## Économie

### Emploi
En 2012, la population âgée de 15 à 64 ans s'élevait à 723 personnes, parmi lesquelles on comptait 76,8 % d'actifs dont 70,7 % ayant un emploi et 6,1 % de chômeurs.
On comptait 127 emplois dans la zone d'emploi. Le nombre d'actifs ayant un emploi résidant dans la zone étant de 513, l'indicateur de concentration d'emploi est de 24,7 %, ce qui signifie que la commune offre moins d'un emploi par habitant actif.

### Entreprises
Au 1er janvier 2013, Saint-Sylvestre-Pragoulin comptait 33 entreprises : trois dans l'industrie, treize dans la construction, seize dans le commerce, les transports et les services divers et une dans le secteur administratif ; et autant d'établissements dans les quatre secteurs d'activité.

### Commerce
La base permanente des équipements de 2014 recense un magasin d'électroménager et de produits audio-vidéo ainsi qu'un magasin de meubles.

### Tourisme
Il existait, au 1er janvier 2015, un village vacances ou une maison familiale de soixante places lit.
La commune comptait trois gîtes, ainsi qu'une chambre d'hôtes au village de La Poivrière.
Il existe également deux restaurants : l'un, au chef-lieu, et l'autre aux Graviers.

## Culture et patrimoine

### Lieux et monuments
- Château de La Poivrière, des XIIIe et XIVe siècles, classé I.S.M.H.[57]. Bâti sur une ancienne motte féodale, le château a été construit pour l'essentiel par Jehan Le Groing autour de 1400. La famille Le Groing, famille de l'ouest du Bourbonnais, en est restée propriétaire jusqu'au XVIIe siècle. Il est ensuite passé entre de nombreuses mains, dont la Famille Audemard d'Alançon.
- Les bâtiments appartenant à la commune sont : l'église, la mairie, la maison du Peuple, la salle des sports, la cantine, l'école élémentaire, et l'école maternelle.

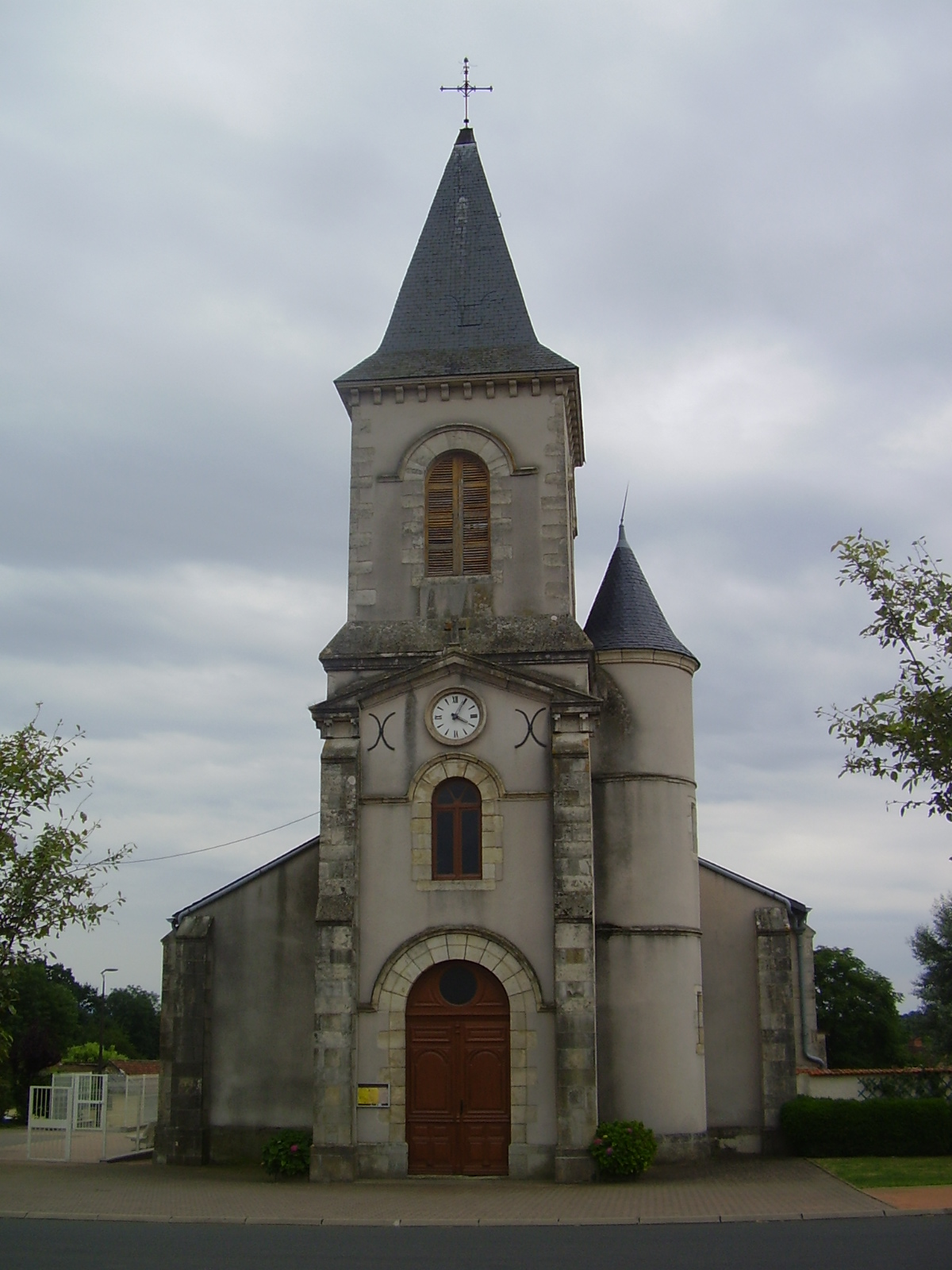
Église.
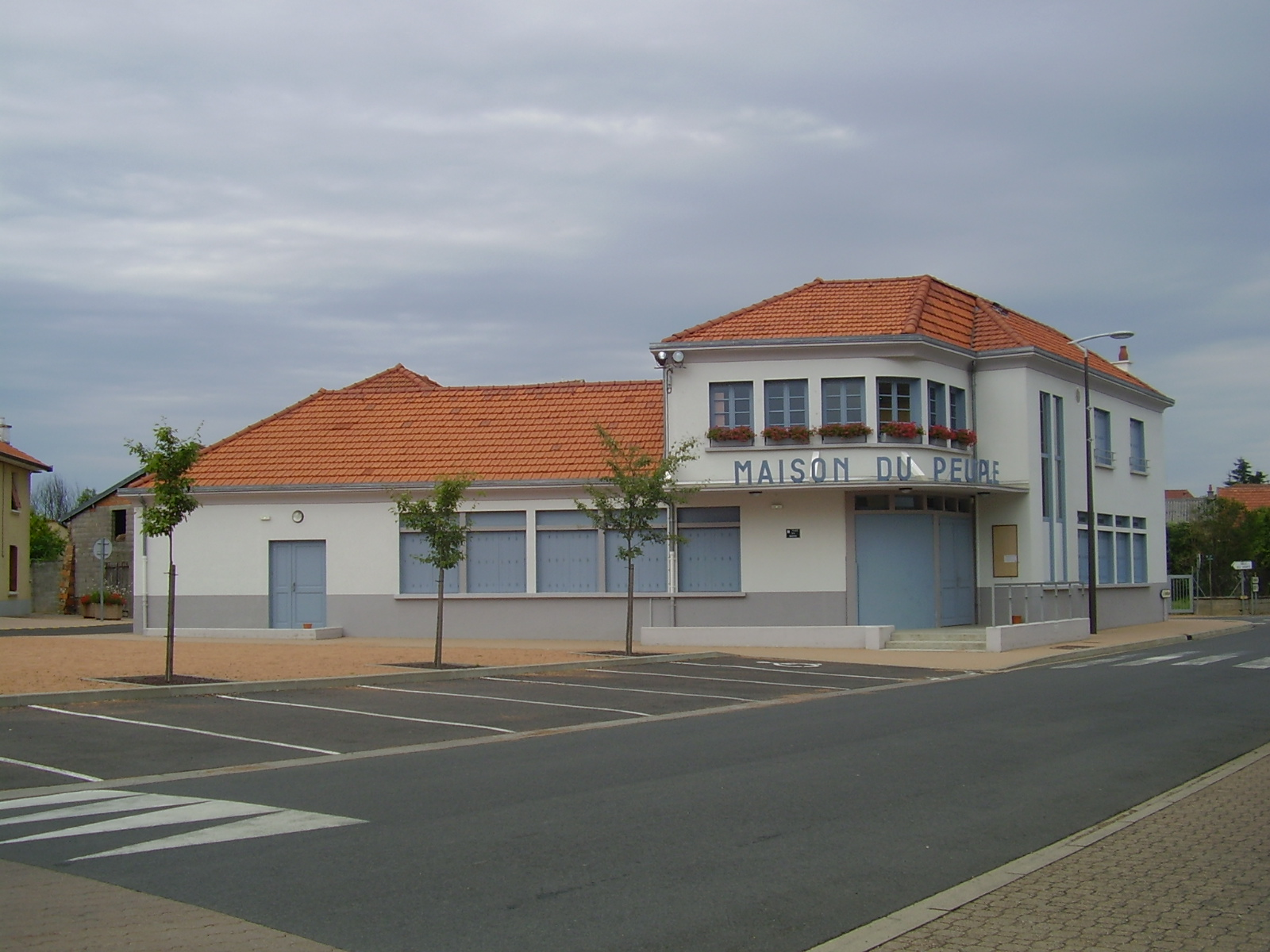
Maison du Peuple.